# Landen van Overmaas

Landen van Overmaas

De Landen van Overmaas of Landen van Overmaze is de gezamenlijke historische benaming voor enkele gebieden die onder het ancien régime tot het hertogdom Brabant behoorden, en die ten oosten van het prinsbisdom Luik lagen, dus vanuit Brussel gezien aan gene zijde van de Maas, op en vanaf de rechteroever bij Maastricht en Luik.

## Ligging van Overmaas
De benaming 'Overmaas' ontleenden deze gebieden aan hun unie met het hertogdom Brabant, waarmee ze niet rechtstreeks verbonden waren en dat de gebieden vanuit zijn Brussels perspectief als Outre Meuse of Overmaas betitelde. Overmaas werd gevormd door de volgende landjes:
- het Land van Valkenburg met de heerlijkheden Valkenburg, Schin op Geul, Oud-Valkenburg, Strucht, Meerssen, Houthem, Klimmen, Heerlen, Hoensbroek, Nuth, Schinnen, Oirsbeek, Brunssum, Geleen, Beek, Geulle, Bunde, Ulestraten, Itteren, Borgharen en Eijsden.
- het Land van 's-Hertogenrade met de heerlijkheden 's-Hertogenrade, Kerkrade, Merkstein, Ubach, Welz, Simpelveld, Margraten, Gulpen en Vaals.
- het Land van Dalhem met Dalhem, Bolbeek (Bombaye), Weerst (Warsage), Moelingen, 's-Gravenvoeren, St.-Martensvoeren, Noorbeek, Mheer, Oost, Cadier, Aubel, Richelle, Feneur, Trembleur, Neufchâteau, Housse, Cheratte, Mortier, Julémont en Olne. 's-Gravenvoeren oorspronkelijk Voeren geheten, vormde de kern van het land van Dalhem voordat het grafelijke domicilie naar de burcht van Dalhem werd verplaatst. Dit werd naar analogie met 's-Gravenvoeren ook wel 's-Gravendal(hem) genoemd.
- De beide heerlijkheden Kerpen en Lommersum vormden tot 1704 twee kleine, ver oostelijk gelegen exclaves van Brabant, respectievelijk de Zuidelijke Nederlanden.
- Aanvankelijk vielen de plaatsen Wassenberg, Gangelt, Millen en Waldfeucht ook onder de Landen van Overmaas, maar deze plaatsen gingen over in Gulikse handen.[1]

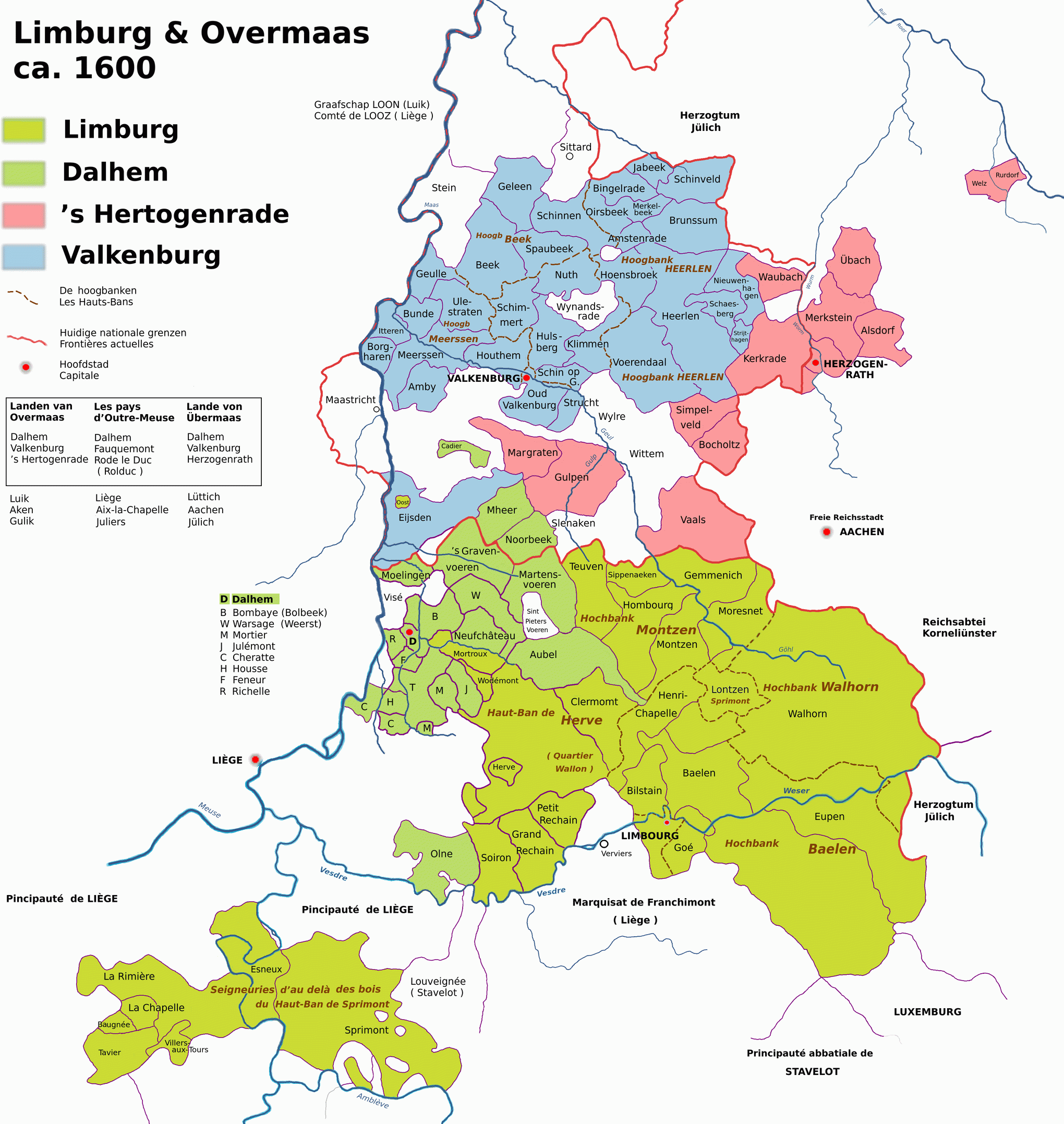
Hertogdom Limburg en de Landen van Overmaas, ong. 1600

Soms wordt het oude hertogdom Limburg in één naam met de Landen van Overmaas genoemd, omdat die vier gebieden in 1473 hun staten onder de naam Gezamenlijke Staten van het Hertogdom Limburg en de drie Landen van Overmaas verenigd hadden. Zij stuurden vanaf de Bourgondische tijd een gezamenlijke delegatie naar de Staten-Generaal der Nederlanden in Brussel. Die delegatie bestond uit 13 afgevaardigden: 5 uit het hertogdom Limburg, 4 uit het Land van Valkenburg, 2 uit het graafschap Dalhem en 2 uit het Land van ’s-Hertogenrade. Dit gewest van vier landjes werd daarom ook als een van de Zeventien Provinciën beschouwd. De Landen van Overmaas kenden in de 17e en 18e eeuw echter een groot particularisme, waarbij ze evenwel zelfstandig besluiten namen in hun eigen Statenvergaderingen of in hun contacten met het Brabants regeringscentrum te Brussel.

## Geschiedenis

### Brabant en de Landen van Overmaas
De Landen van Overmaas ontstonden toen de Landen van Dalhem, Valkenburg en heerlijkheid 's-Hertogenrade (Herzogenrath) in de loop van de 13e eeuw door het hertogdom Brabant werden verworven. In 1244 verwierf hertog Hendrik II van Brabant het graafschap Dalhem. Brabant stelde door de overwinning in de slag bij Wörringen in 1288 het bezit van het hertogdom Limburg veilig, dat dan reeds in personele unie met 's-Hertogenrade verenigd was. In 1347 verwierf Brabant nog het Land van Valkenburg. Vanuit Brabants perspectief kregen ze de naam Overmaas. Deze naam werd in politieke zin door de bestuurders van het hertogdom Brabant toegepast, wanneer men sprak over de hele regio. De aparte landjes bleven echter tot in de 18e eeuw hun eigen benaming handhaven. Elk van deze drie landen had een eigen statenvergadering, bestaande uit de ridderschap en vertegenwoordigers van de schepenbanken; in Dalhem kwam daar nog de abt van de Abdij van Godsdal (Valdieu) bij; in 's Hertogenrade de abt van Kloosterrade (Rolduc). In 1473 verenigden de Overmazers en de Limburgers hun Staten tot de Staten van Limburg en de Landen van Overmaas en zetelden aldus in de Staten-Generaal van de Nederlanden. De bestuurlijke taal was het Nederlands. Vooral Dalhem onderging vanwege zijn ligging een sterke invloed vanuit het hertogdom Limburg. De overige landjes ondergingen vanaf de 13e eeuw een sterke invloed vanuit Brabant.

### Periode vanaf het Partagetraktaat

De verdeling van Overmaas tussen Spanje en de Nederlandse Republiek in 1661

Gedurende de 16e, 17e en 18e eeuw bleek het militair belang van de Landen van Overmaas, die zeer in trek waren als winterkwartier, rekruteringsgebied en slagveld. De aanwezigheid van legereenheden heeft dan ook een stempel gedrukt (zowel positief als negatief) op de Overmaasse economie. Gedurende de Tachtigjarige Oorlog had Overmaas veel te lijden van het oorlogsgeweld tussen Spanje en de Republiek.
De Vrede van Münster, waarmee in 1648 de Tachtigjarige Oorlog werd afgesloten, bracht nog geen vrede in de Landen van Overmaas, die tot het Partagetraktaat van 1661 twistappel bleven tussen de Staten-Generaal en de Spaanse koning. Als gevolg van het Partagetraktaat werden de Landen van Overmaas verdeeld in een Spaans en een Staats deel. Het Staatse deel stond bekend als Staats-Overmaas, een van de Generaliteitslanden, en kreeg te maken met bestuurlijke en religieuze hervormingen onder de Staten-Generaal. Tussen 1633 en 1685 hebben de Staten-Generaal in Staats-Overmaas in plaatsen waar maar één kerk stond, het zogenoemde simultaneum ingevoerd, zoals in Blegny. Dit unieke instituut bepaalde, dat de plaatselijke kerken zowel voor de katholieke als de protestantse eredienst werden gebruikt. Na de Spaanse Successieoorlog (1701-1713) gingen de Spaanse Landen van Overmaas over in Oostenrijkse handen. Nadien vonden nog enkele grenswijzigingen plaats: Staats-Dalhem werd bij het Verdrag van Fontainebleau (1785) afgestaan aan de Oostenrijkse Nederlanden, met uitzondering van Oost en Cadier. Oostenrijk gaf in ruil daarvoor enkele exclaves in het land van Valkenburg. Het ging met name om het klooster St.-Gerlach, Oud-Valkenburg, Strucht, Schin op Geul en Schaesberg.
De heerlijkheden Kerpen en Lommersum werden in 1704 door Johan Willem van de Palts veroverd, en in 1712 door keizer Karel VI ondanks protest van de Staten van Brabant tot een zelfstandig rijksgraafschap verklaard.

Spaans-Oostenrijkse partage (tot 1785)
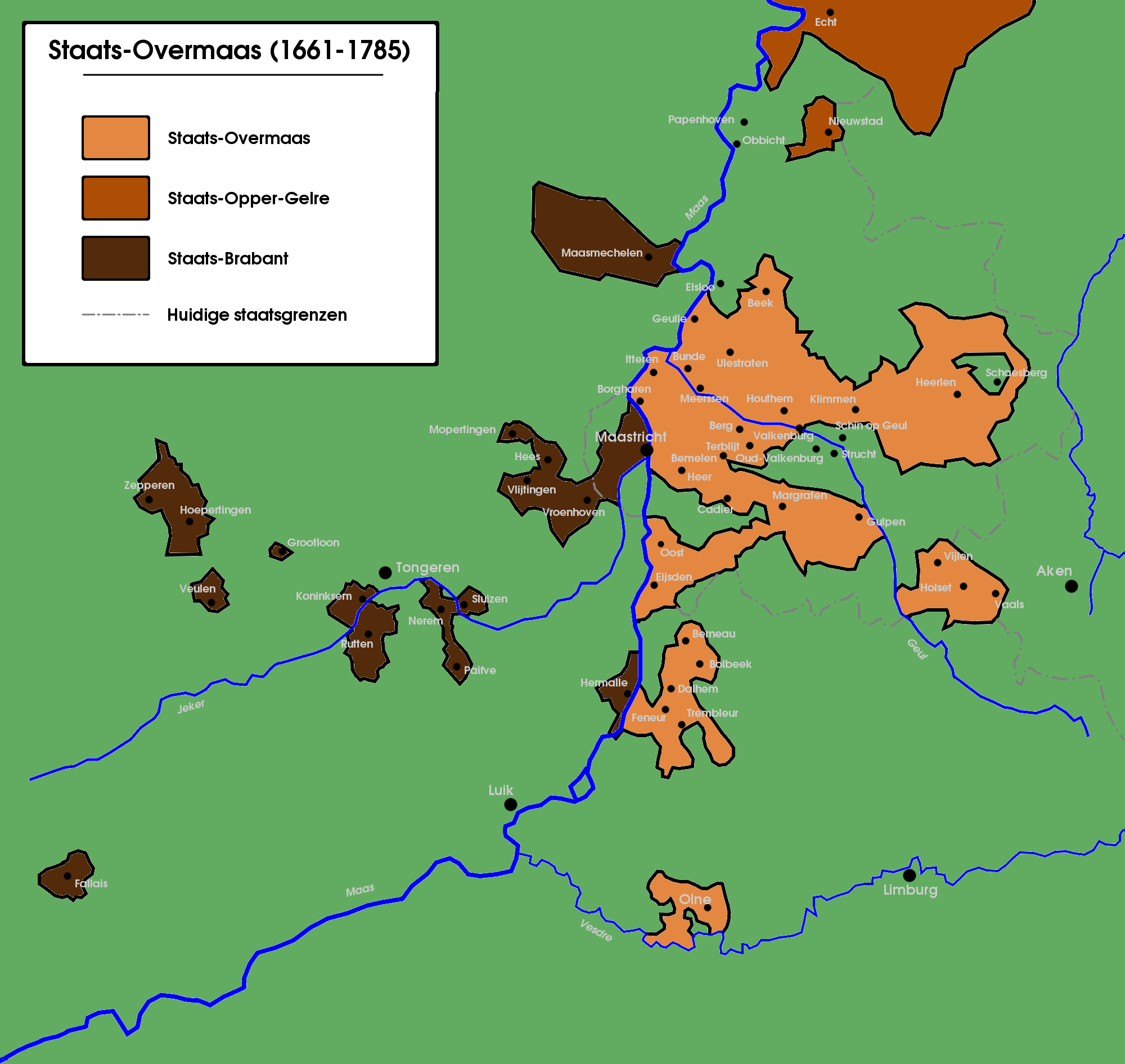
Staatse partage (van 1661 tot 1785)
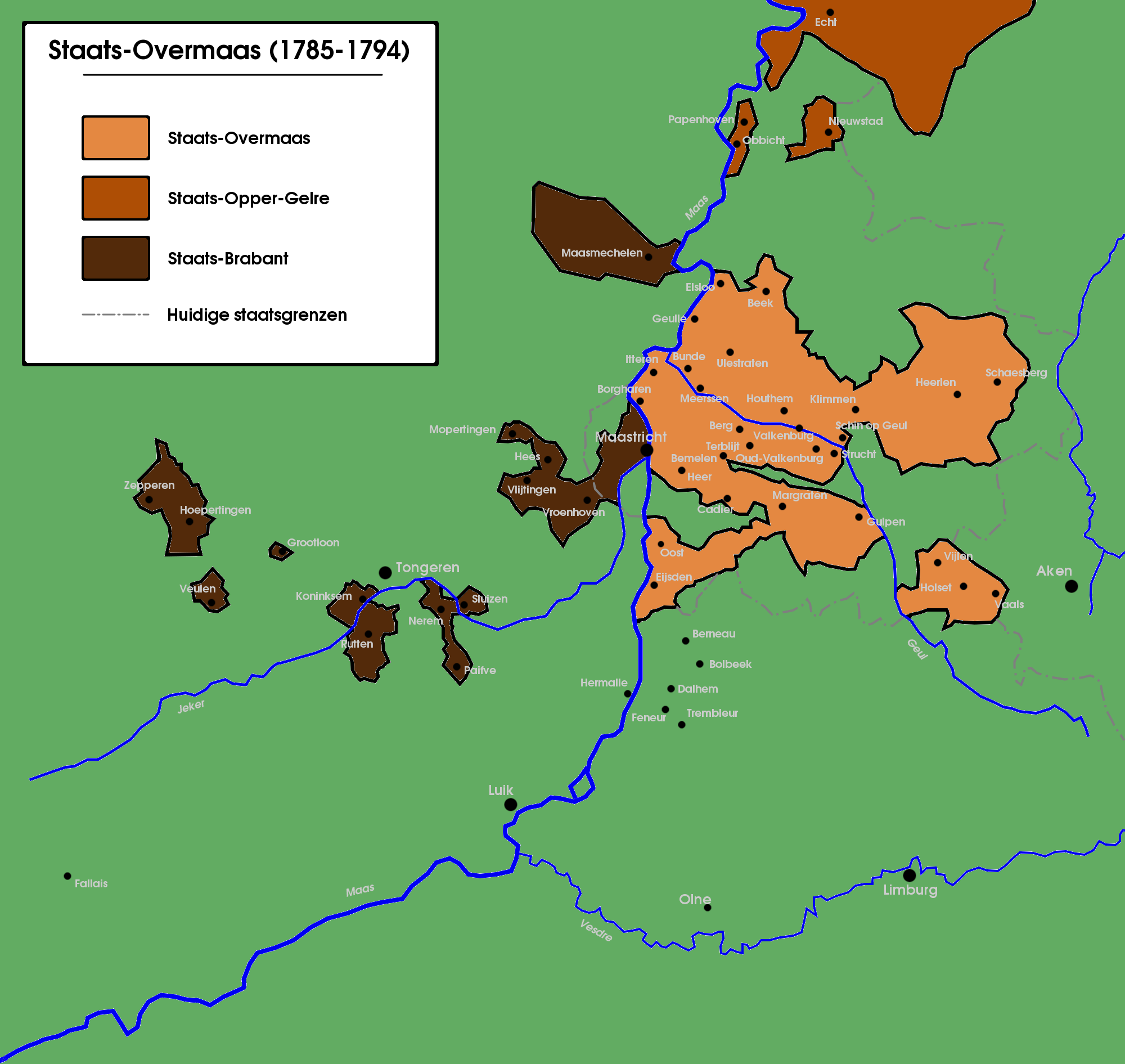
Staatse partage van (1785 tot 1794)

### Franse Tijd
Na de Franse verovering van de Zuidelijke Nederlanden in 1794 kwam het grootste gedeelte van Overmaas bij het departement Nedermaas. Een deel van het Dalhems gebied werd bij het departement Ourthe gevoegd en daarvan staat het Nederlandstalig gedeelte tegenwoordig bekend als de Voerstreek. Bij het Verdrag van Den Haag in 1795 stond de Bataafse Republiek ook Staats-Overmaas af aan de Franse Republiek, die gebieden werden bij het departement Nedermaas gevoegd.

### Verenigd Koninkrijk der Nederlanden en de scheiding
Na de val van Napoleon en de oprichting van het Verenigd Koninkrijk der Nederlanden in 1815 werd Nedermaas deel van de provincie Limburg. Het gebied van het Land van 's-Hertogenrade ten oosten van de rivier de Worm met 's-Hertogenrade, Merkstein, Übach-Palenberg, Wels en Roerdorp werd afgestaan aan Pruisen. De benaming Limburg klonk vreemd, voor een provincie waarvan veruit het grootste gedeelte had toebehoord aan andere soevereinen, zoals Opper-Gelre, het Land van Loon, Gulik en de Landen van Overmaas. Oorspronkelijk was voor de nieuwe provincie de naam "Maastricht" bedacht (zoals bijvoorbeeld "Antwerpen" ook een provincienaam werd), maar door persoonlijk ingrijpen van Willem I werd het provincie "Limburg".
Het oostelijk deel van het departement Ourthe werd op het Congres van Wenen als het Eupener gebied toegewezen aan Pruisen; de rest vormde de nieuwe provincie "Luik".
Na de Belgische Revolutie werd de provincie in 1839 gesplitst en het oostelijke deel als het nieuwe hertogdom Limburg toegewezen aan het Koninkrijk der Nederlanden. Hiermee kwam het grootste gedeelte van het voormalige Overmaasse bij Nederland.

## Huidige situatie
Het historische Overmaas ligt zowel in het huidige Nederland als in België en voor een kleiner deel ook in Duitsland (d.i. het oostelijk deel van het land van 's-Hertogenrade dat in 1815 aan het koninkrijk Pruisen toekwam).
- Het hart van het oude Overmaas ligt in de Nederlandse provincie Limburg. In Nederland wordt het algemeen aangeduid onder de term Zuid-Limburg, alhoewel men in (historische) literatuur op de term Overmaas teruggrijpt. De archieven van de Landen van Overmaas vormen in het rijksarchief te Maastricht nog altijd een van de meest omvangrijke collecties.
- Het Nederlandstalige gedeelte van historisch Overmaas in België omvat de Voerstreek, bestaande uit de dorpen Moelingen, 's-Gravenvoeren, Sint-Martens-Voeren, Sint-Pieters-Voeren. Deze dorpen werden in 1977 tot de gemeente Voeren samengevoegd, evenals Teuven en Remersdaal, maar die behoorden oorspronkelijk tot het hertogdom Limburg. Omdat de Voerstreek sinds 1963 een deel is van de Belgische provincie Limburg, is de benaming Overmaas opnieuw passend geworden, zij het in een beperktere betekenis. De voormalige gemeente Teuven is het enige stukje van het voormalige hertogdom Limburg, dat ook nu nog Limburgs is.

Overmaas is geen officiële geografische term voor de regio meer, maar komt in Nederland wél terug als officiële benaming voor het waterschap Roer en Overmaas in de provincie Limburg, waarmee het historisch verschil tussen Noord-Limburg (Gelders) en Zuid-Limburg (Overmaas) enigszins tot uitdrukking wordt gebracht.

### Taalgebruik in het voormalige Overmaasse
Het voormalige Overmaasse wordt gekenmerkt door een bonte verzameling aan met elkaar verwante dialecten. Er is geen sprake van een standaardtaal, want de dialecten zijn in het verleden onderling sterk beïnvloed door het Brabants, later Nederlands (Land van Valkenburg) of het Hoogduits (Land van 's-Hertogenrade).
- In het Maasdal van Obbicht tot Maastricht worden de dialecten tot het Centraal Limburgs gerekend.
- Het aangrenzende Heuvelland van Sittard tot Slenaken behoort tot het Oost-Limburgse taalgebied.
- De streek rond Heerlen en het naar het zuiden gelegen Wittem en Gulpen kent Oostlimburgs-Ripuarische overgangsdialecten.
- De streek rond Kerkrade en Vaals behoort tot het Ripuarische taalgebied.

In de grootste gedeelten van Overmaas was het Brabants-Nederlands de officiële taal voor alle instanties. Dusdanig zijn oude archiefstukken dan ook in het Brabants-Nederlands opgesteld. Het Nederlands bleef eveneens de officiële taal toen Overmaas in 1661 werd verdeeld in een Spaans en Staats gedeelte.
De Nederlandse overheid erkent nu ook de oorspronkelijk in Nederlands Limburg gesproken variëteiten onder de naam Limburgs als streektaal.
Een uitzondering op het Nederlands taalgebied vormde het zuiden van het Land van Dalhem, waar vanouds een Waals dialect en de Franse cultuurtaal werden gebezigd. Hier won het Frans later ook steeds verder aan invloed ten koste van het Nederlands. Zo kende Weerst (Warsage) tot 1630 een Nederlandstalige gemeentelijke administratie en ook Berne (Berneau) en Bolbeek (Bombaye) kenden vanaf 1700 een geleidelijke verfransing. Hoewel het Nederlands er in officiële stukken de gebruikelijke taal bleef tot in 1795, werd in Sint-Jansrade (Saint-Jean-Sart) het Nederlands al in 1775 als officiële taal vervangen door het Frans. De verfransing van het Land van Dalhem kende een keerpunt in de 20e eeuw, toen er sprake was van een ware taalstrijd tussen het Nederlands en het Frans in de zogenaamde Voerstreek rond 's-Gravenvoeren, Sint-Pietersvoeren en Sint-Martensvoeren. Bij het vastleggen van de taalgrens en de taalgebieden in 1962 is de Voerstreek uiteindelijk ingedeeld bij het Nederlandse taalgebied met inbegrip van de oude Limburgse dorpen Teuven en Remersdaal.